# Григорій Ізапович
Григо́рій Іза́пович — гетьман Війська Запорозького, козацький флотоводець.

## Життєпис
На Січі перебував з молодих літ. Брав участь в морських походах Самійла Кішки та Нечая.
В часі перебування основного Війська Козацького на Лівонській війні під проводом Самійла Кішки, лицарство під проводом Ізаповича налетіло на татарські улуси з випереджаючим ударом. 1601 року польському послові в Бахчисараї Л. Пясочинському було вручено ноту протесту з приводу нападів запорожців.
У травні 1602 року козацтво вирушило в морський похід до Кілії, захопили там турецьку галеру, по дорозі на Січ біля Дністровського лиману полонили ще одну галеру та кілька торговельних суден — на них звільнили більше трьох сотень невольників. У Дніпровському лимані прийняли бій з турецькою ескадрою Гасан-аги, турецький флотоводець проривався у відкрите море.
Імовірно, що на початку 1605 року Ізаповича Запорозьке лицарство обирає гетьманом.
В січні 1606 року козацтво під його проводом відбило напад Великої Ногайської орди — примандрувала під рукою султана Бухара з земель колишнього Астраханського ханства — про це є замітки в «Нотатках» коронного гетьмана Жолкевського. Орда дійшла до Корсуня — про це польське командування повідомили міські старости, від поляків дізналося козацтво. Ногайці зуміли переправитися на правий берег Дніпра, але були розбиті запорозьким лицарством під мурами Корсуня у відкритому бою.
Не встигли козаки позбутися їх, як від розвідки дізналися, що до походу готується кримська орда.
Цього разу війська під командуванням гетьмана Ізаповича навіть не чекали, поки татари підійдуть до великих міст, а перестріли орду на підході до Дніпра, розбили поблизу переправи та змусили повернутися до улусів. В 1606 році навесні козацька фльота під керунком Григорія Ізаповича пройшла від Запорозької Січі до берегів Болгарії, по дорозі здобувши в кількагодинному бою Кілію, у Варненському порту потопили кілька турецьких кораблів, висадивши десант, здобули місто Варна.
Ще по дорозі до болгарських берегів козацтво в абордажному бою захопили 10 турецьких галер. «Козацькі» галери увійшли до варненського порту під турецькими вимпелами. З турецького гарнізону мало залишилося в живих, щоб викликати допомогу; було звільнено багато невільників з України, Польщі та Угорщини. У Дніпровському лимані галери були спалені, перед тим козацтво познімало з них гармати. Полковником у цьому поході був Петро Сагайдачний.
В універсалах, що їх надсилав прикордонним старостам та польському командуванню, Григорій Ізапович іменував себе «Гетьманом усього лицарства запорізького».